# 小光背奇蝽
小光背奇蝽（学名：Stenopirates chipon）为奇蝽科光背奇蝽屬下的一个种。